# Valentín Kozmich Ivanov
Valentín Kozmich Ivanov o Valentín Kuzmič Ivanov (en ruso: Валенти́н Козьми́ч Ивано́в; Moscú, República Socialista Federativa Soviética de Rusia, Unión Soviética; 19 de noviembre de 1934-ib., 8 de noviembre de 2011) fue un futbolista ruso que jugó como delantero. Jugó un total de 59 partidos internacionales con la selección de la Unión Soviética, marcando 26 goles, récord solo superado por Oleg Blokhin y Oleg Protásov. En el Mundial del 62 en Chile anotó 4 goles, proclamándose máximo goleador del campeonato junto con Dražan Jerković, Garrincha, Vavá, Leonel Sánchez y Flórián Albert. También había anotado dos goles más en el Mundial de 1958. Alcanzó junto a su selección la Medalla de Oro en los Juegos Olímpicos de Melbourne 1956.
Pasó la mayor parte de su carrera en el FC Torpedo Moscú. En la liga soviética anotó 124 goles. Falleció el 8 de noviembre de 2011, poco antes de cumplir 77 años, a causa de complicaciones derivadas de la enfermedad de Alzheimer. Su hijo Valentín Ivanov fue un árbitro internacional.

## Clubes
| Club             | País            | Año       |
| ---------------- | --------------- | --------- |
| FC Torpedo Moscú | Unión Soviética | 1952-1966 |

## Participaciones en Copas del Mundo
| Mundial              | Sede   | Resultado        | PJ | Goles |
| -------------------- | ------ | ---------------- | -- | ----- |
| Copa Mundial de 1958 | Suecia | Cuartos de final | 5  | 1     |
| Copa Mundial de 1962 | Chile  | Cuartos de final | 4  | 4     |

| Predecesor: Just Fontaine | Bota de Oro de la Copa Mundial de la FIFA Compartido con: Leonel Sánchez, Garrincha, Vavá, Drazan Jerkovic y Flórián Albert 1962 | Sucesor: Eusébio |